# Cosmopterosis
Cosmopterosis és un gènere d'arnes de la família Crambidae.

## Taxonomia
- Cosmopterosis hispida Solis in Solis, Metz & Janzen, 2009
- Cosmopterosis jasonhalli Solis in Solis, Metz & Janzen, 2009
- Cosmopterosis spatha Solis in Solis, Metz & Janzen, 2009
- Cosmopterosis thetysalis (Walker, 1859)